# Daniel Féret
Daniel Féret (* 7. srpna 1944 Momignies, Henegavsko) je belgický politik, předseda belgické Národní fronty.
Daniel Féret je absolventem medicíny. V letech 1994 až 1999 byl za svou stranu poslancem Evropského parlamentu, v současnosti (2007) je poslancem bruselského regionálního parlamentu. V posledních letech byl trestně stíhán za projevy svých politických názorů.